# Jamie Hughes (Fußballspieler)
Jamie Hughes (* 5. April 1977 in Liverpool) ist ein ehemaliger englischer Fußballspieler.

## Leben
Der Stürmer wurde zu Beginn seiner Karriere bei den Tranmere Rovers bei einer Dopingkontrolle positiv auf Amphetamin getestet. Er war der erste englische Fußballspieler, der mit leistungssteigernden Mitteln erwischt wurde, und wurde für sechs Monate gesperrt. 1996 ging er zum Rhyl FC in die League of Wales. Von 1997 bis 1999 stand er bei den Connah’s Quay Nomads unter Vertrag. Danach wechselte er zu Cardiff City in die englische Second Division. Er kam dort aber nur zweimal zum Einsatz und wurde im Januar 2000 an Cwmbran Town ausgeliehen. Anschließend war er bei Bangor City und wieder bei den Connah's Quay Nomads. 2001/02 war er beim Derry City FC in der irischen Premier Division, der 2002 den FAI Cup gewann. Weitere Stationen seiner Karriere waren Vauxhall Motors FC, Northwich Victoria, Lancaster City und Airbus UK.